# Camponotus cameranoi
Camponotus cameranoi är en myrart som beskrevs av Carlo Emery 1894. Camponotus cameranoi ingår i släktet hästmyror, och familjen myror.

## Underarter
Arten delas in i följande underarter:
- C. c. cameranoi
- C. c. eugaster
- C. c. inlex

## Bildgalleri

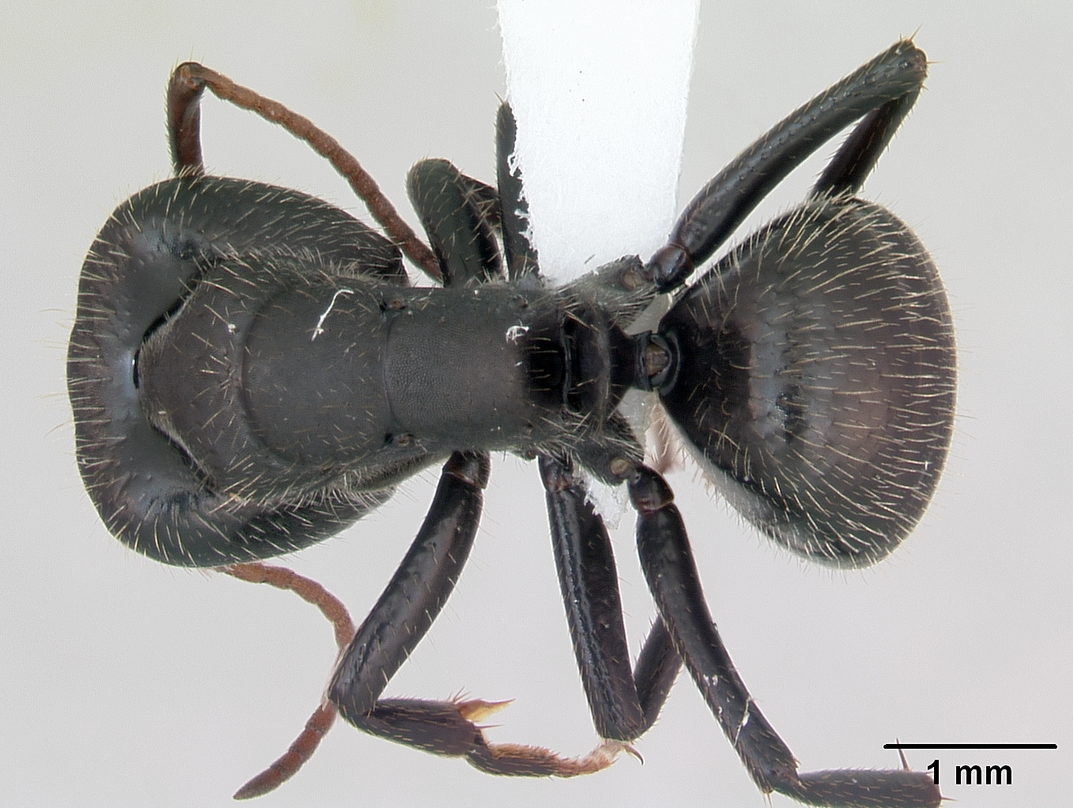
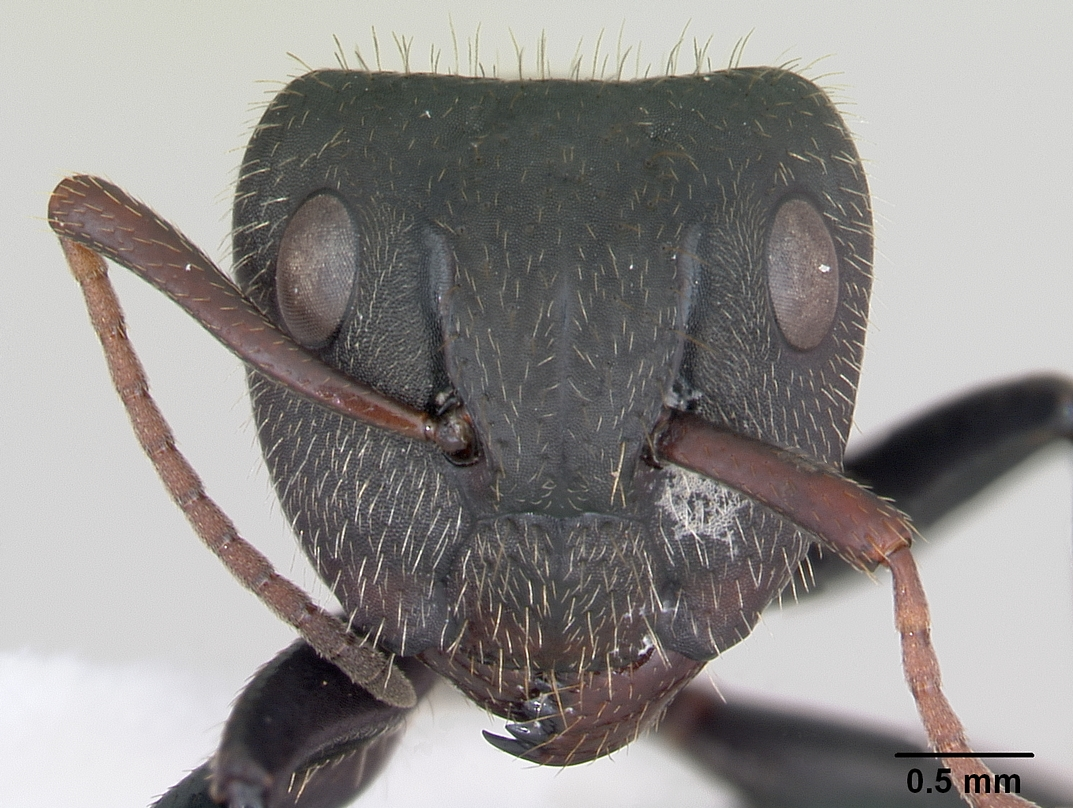
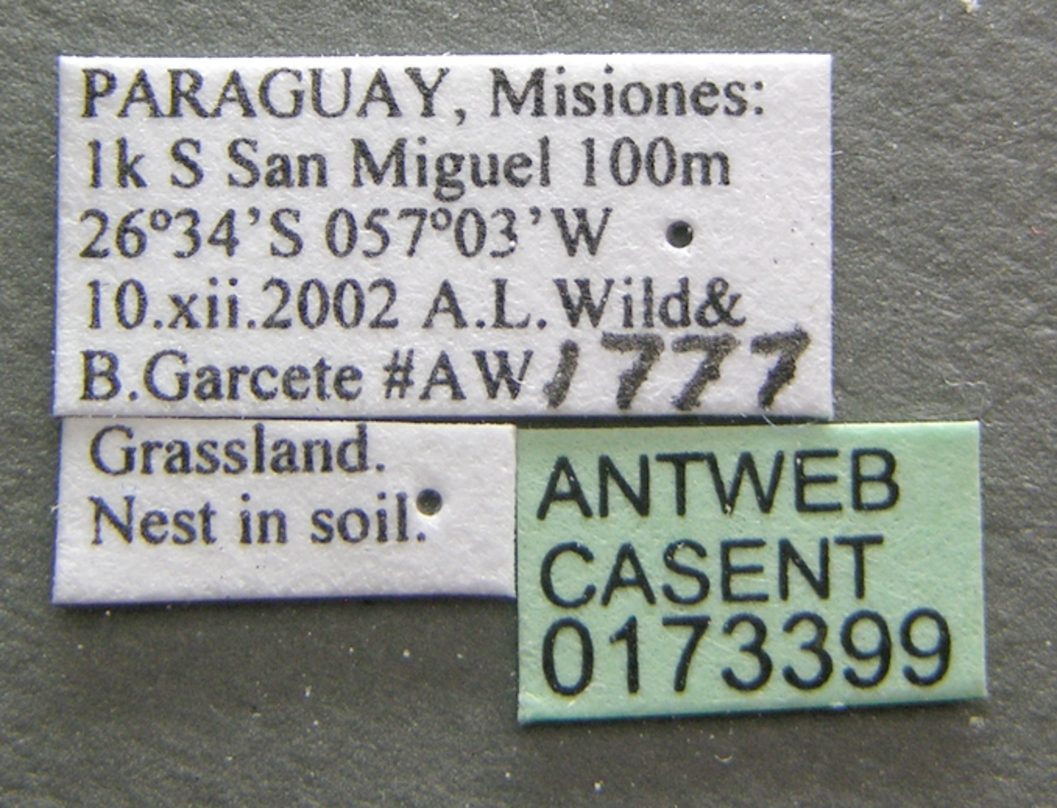
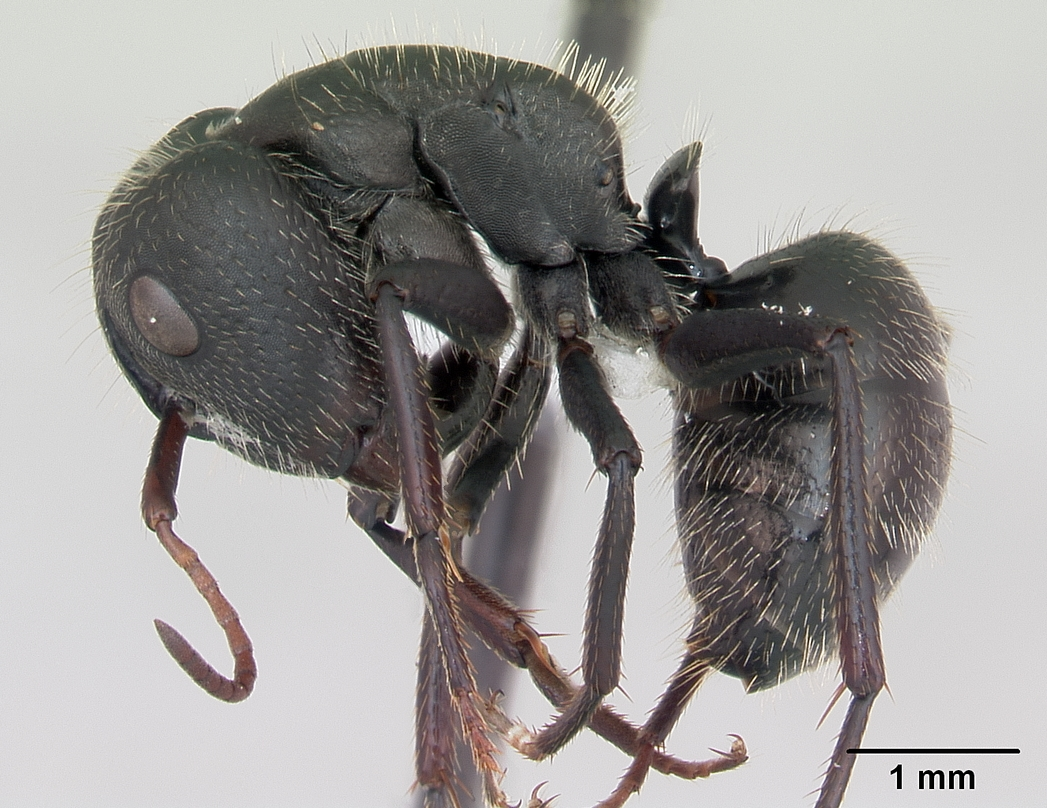
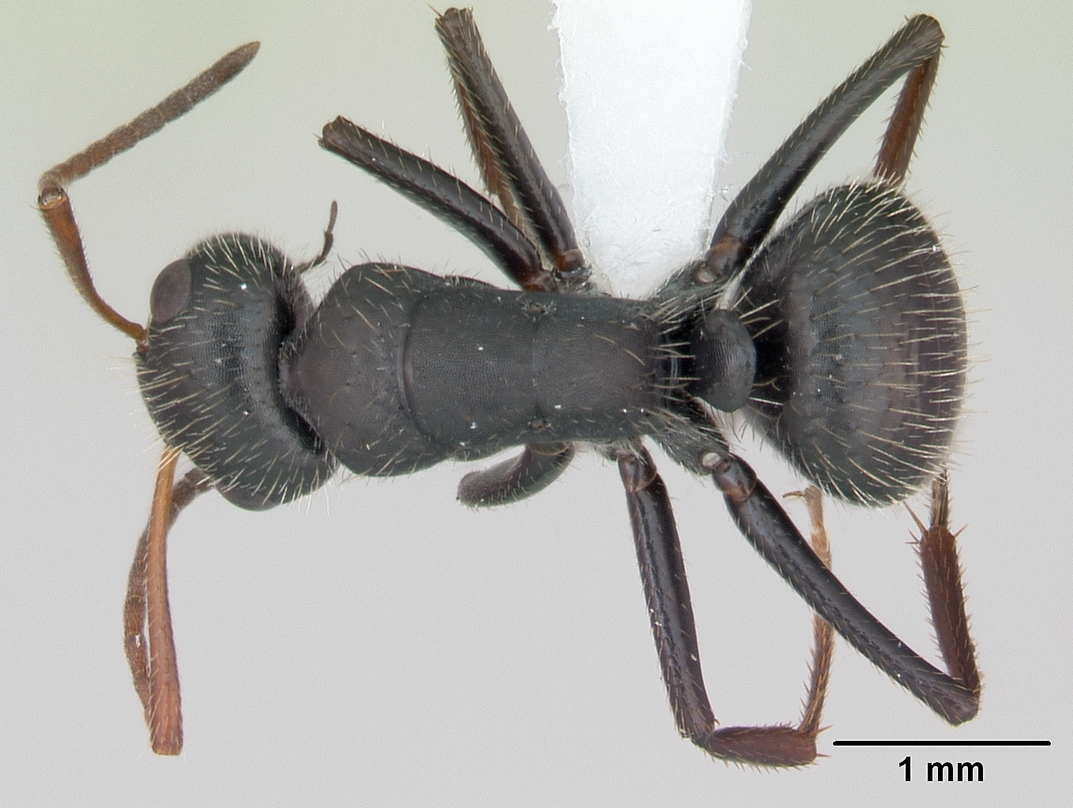
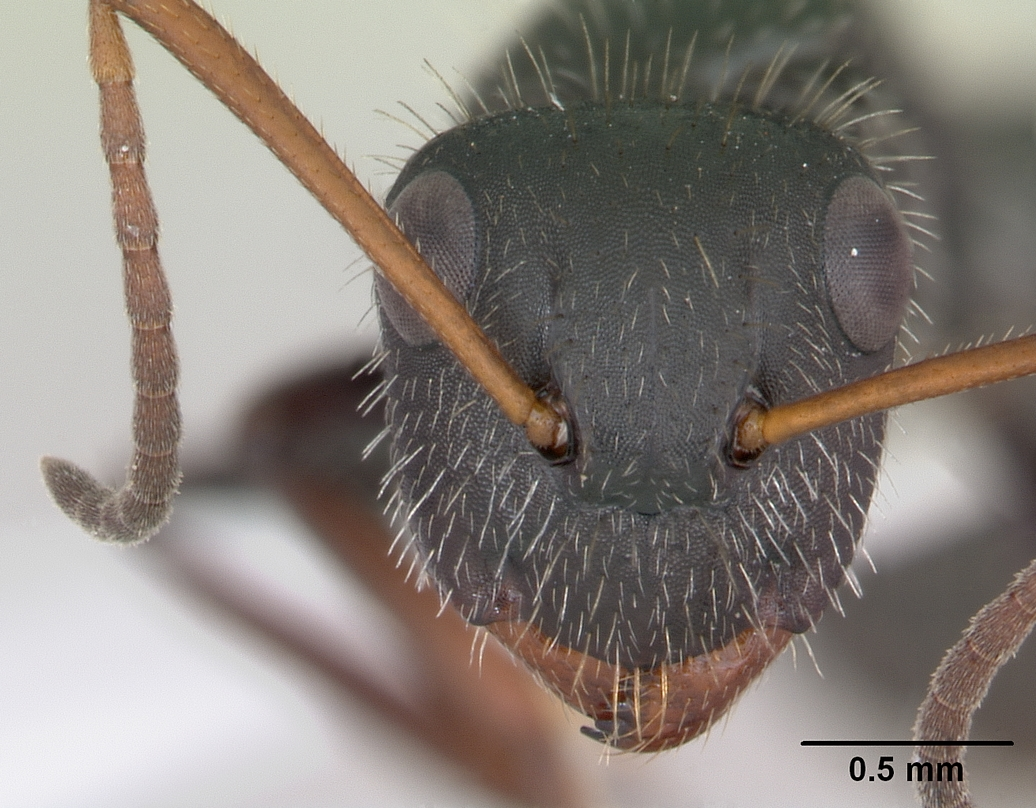